# 地デジでGO!
地デジでGO!は、日本テレビ系列の福岡県の系列局、福岡放送（FBS）が毎週月曜日21:54 - 22:00に放送していたローカル番組である。ハイビジョン制作。地上アナログ放送ではレターボックス形式で放送されていた。
後番組は引き続きベスト電器提供の「Go!Go!ベストLife」（どんぴしゃ司会）。

## 概要
毎回牟田剛司（FBSアナウンサー）と女性4人のユニット「デジタル・ハニー」が出演。「地デジマスター」と呼ばれるベスト電器の店員が地デジの魅力や対応テレビについて解説する。その後、「デジタル・ハニー」がマスターに質問し、解決するという番組。
出演者
ハニーレッド 神代恭子
ハニーグリーン 堤なぎさ
ハニーイエロー 三好美優
ハニーブルー 中倉さおり

## リンク
- 地上デジタル放送【FBS福岡放送】 - ウェイバックマシン（2011年9月21日アーカイブ分）

| スタブアイコン | サブスタブ | この項目は、まだ閲覧者の調べものの参照としては役立たない、テレビ番組に関連した書きかけの項目です。この項目を加筆・訂正などしてくださる協力者を求めています（P:テレビ/PJ:放送または配信の番組）。 |